# Frontier Airlines
Frontier Airlines — магістральна авіакомпанія США зі штаб-квартирою в Денвері (Колорадо), що здійснює регулярні пасажирські авіаперевезення з 83 пунктів призначення в Сполучених Штатах Америки, Мексики і Коста-Риці. Є дочірнім підприємством авіаційного холдингу Republic Airways Holdings.
Як головні вузлові аеропорти авіакомпанія використовує Міжнародний аеропорт Денвера, Міжнародний аеропорт імені генерала Мітчелла в Мілвокі, Міжнародний аеропорт Канзас-Сіті і Аеропорт Епплі в Омасі. Регулярні рейси в штатах Гірського Заходу США Frontier Airlines виконуються за код-шерінговою угодою літаками регіональної авіакомпанії Great Lakes Airlines.

## Історія

### Початок діяльності

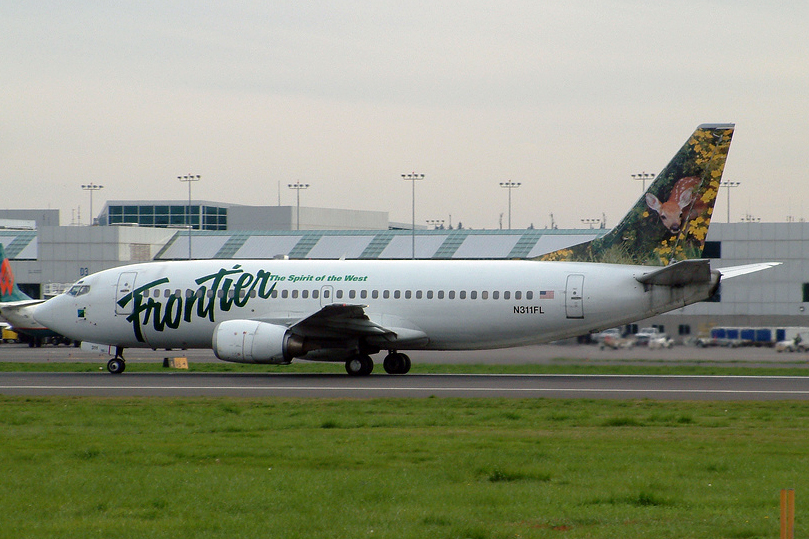
Boeing 737-300 Frontier Airlines, один з перших літаків авіакомпанії

У 1993 році після відходу магістральної авіакомпанії Continental Airlines з її колишнього хаба в аеропорту Степлтон на ринку пасажирських перевезень Денвера утворився недолік в регіональних маршрутах. Для задоволення потреб ринку в комерційних авіаперевезеннях з Денвера 8 лютого 1994 року була утворена авіакомпанія Frontier Airlines, створена топ-менеджерами колишнього авіаперевізника з такою ж назвою, який працював на ринку Сполучених Штатів з 1950 по 1986 роки.
Нова авіакомпанія почала операційну діяльність у липні 1994 року, маючи в своєму парку кілька старих літаків Boeing 737. У 1999 році керівництво Frontier Airlines підписало договір про придбання та лізингу повітряних суден Airbus A318 і Airbus A319. Перший літак A319 (вже обладнаний системою розваги в польоті DirecTV) надійшов у розпорядження авіакомпанії в 2001 році, одночасно з цим компанія ввела новий дизайн лівреї власних повітряних суден. У 2003 році Frontier Airlines отримала лайнер Airbus A318, тим самим ставши першою авіакомпанією в світі, почала експлуатацію літаків даної модифікації. В середині 2005 року компанія повністю припинила використання повітряних суден корпорації Boeing.

### Розвиток компанії і її реорганізація
На початку 2006 року керівництво авіакомпанії провело реструктуризацію її діяльності. 3 квітня того ж року був утворений авіаційний холдинг Frontier Holdings, Inc. (FRNT), який був зареєстрований у штаті Делавер з метою використання сприятливих для комерційних компаній положень податкового законодавства цього штату. Штаб-квартира самої авіакомпанії при цьому залишилася в Колорадо. У листопаді 2006 року Frontier Airlines уклала партнерську угоду з бюджетною авіакомпанією AirTran Airways, згідно з яким перевізники визнавали умови бонусних програм заохочення часто літаючих пасажирів і стикували маршрутні мережі один одного, передаючи при необхідності пасажирські потоки між собою. Партнерська угода припинила дію в липні 2010 року після набуття майбутнім власником Frontier Airlines регіонального авіаперевізника Midwest Airlines.
24 січня 2007 року Frontier Airlines отримала від Міністерства транспорту США статус основний авіакомпанії.
У березні 2007 року регіональна авіакомпанія Republic Airlines розпочала процедуру поступового припинення партнерських відносин на місцевих маршрутах з перевізником Horizon Air. До листопада того ж року рейси перейшли до Frontier Airlines, і 30 листопада партнерство з Horizon Air було остаточно припинено. У квітні 2008 року обидві авіакомпанії оголосили про розірвання угоди, і вже 23 червня всі літаки Republic були виведені з маршрутної мережі Frontier Airlines.

### Банкрутство і придбання іншим холдингом
Внаслідок різкого зростання світових цін на паливо до початку 2008 року фінансова діяльність Frontier Airlines виявилася збитковою. Обслуговує електронні платежі перевізника з пластикових карток компанія First Data заявила про те, що з 1 травня 2008 року буде утримувати всю без винятку виручку авіакомпанії від продажу квитків для направлення коштів на розрахунки з її кредиторами. 10 квітня того ж року керівництво Frontier Airlines вдався до процедури захисту від кредиторів, скориставшись положеннями глави 11 Кодексу США про банкрутство комерційних підприємств Сполучених Штатів. У відповідному прес-релізі топ-менеджери перевізника заявляли, що рішення First Data про вилучення обігових коштів спричинило б за собою істотну зміну бізнес-плану авіакомпанії, що призвело б до зниження ліквідності фінансових активів. Після оголошення про банкрутство Frontier Airlines продовжувала свою діяльність, оскільки глава 11 Кодексу передбачає захист активів підприємства від кредиторів і дозволяє проводити реструктуризацію підприємства, спрямовану на вихід з кризового становища.
У листопаді 2008 року авіакомпанія повідомила про вихід у прибуток, розмір якої за листопад цього року становив 2,9 мільйонів доларів США.
22 червня 2009 року керівництво Frontier Airlines оголосило про те, що до рішення суду у справі про банкрутство буде оформлена угода з продажу авіакомпанії авіаційного холдингу Republic Airways Holdings, штаб-квартира якого знаходилась в Індіанаполісі. Сума угоди за попередньою домовленістю повинна була скласти 108 мільйонів доларів США. Тим не менш, 30 липня того ж року керівництво бюджетної авіакомпанії Southwest Airlines заявило про намір запропонувати 113,6 мільйонів доларів за Frontier Airlines з метою її придбання і реорганізації як власного дочірнього підприємства.
13 серпня 2009 року відбувся аукціон з компанії-банкрута, в результаті якого авіахолдинг Republic Airways Holdings придбав Frontier Airlines і її дочірню регіональну авіакомпанію Lynx Aviation. Всі процедури по угоді були завершені 13 серпня 2009 року, після чого авіакомпанія офіційно була визнана вийшла зі стану банкрутства.
Наприкінці 2009 року холдинг провів реструктуризацію штату управлінського персоналу Frontier Airlines, в ході якої 140 адміністративних посад авіакомпанії були переведені з денверської штаб-квартири в штаб-квартиру в Індіанаполісі (штат Індіана), а в січні наступного року Republic Airways повідомив про намір перевести в Індіанаполіс інше керівництво поглиненої перевізника. У лютому в журналі «Denver Business Journal» з'явилася інформація про те, що штаб-квартира Frontier буде переведена в Індіанаполіс «найближчим часом, однак перевізник збирається орендувати денверський офіс як мінімум до 2020 року і використовувати його як філію з маркетингових операцій, продажу квитків, планування діяльності компанії та оформлення попередніх замовлень клієнтів авіакомпанії».

### Поглинання Midwest Airlines

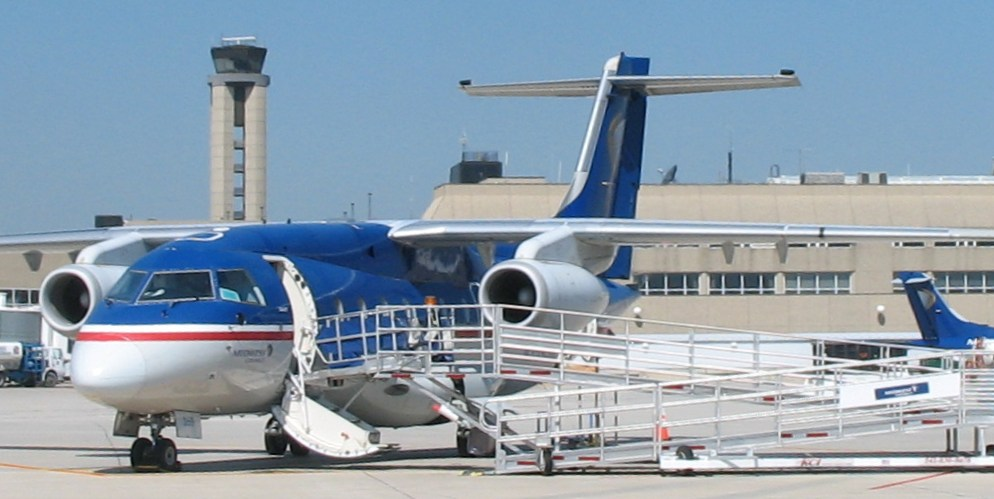
Fairchild Dornier 328JET авіакомпанії Midwest Airlines в Міжнародному аеропорту імені генерала Мітчелла

У 2009 році паралельно з придбанням Frontier Airlines авіахолдинг Republic Airways Holdings вів переговори про поглинання іншої регіональної авіакомпанії Midwest Airlines, штаб-квартира якого знаходилась в Мілвокі. Після злиття обидва придбаних перевізника протягом осені та зими 2009 року працювали під власними торговими марками. Потім керівництво холдингу ухвалило рішення про передачу частини більш містких літаків з Frontier в Midwest і, навпаки, низки менш місткі лайнерів з Midwest під Frontier, переслідуючи при цьому мету підвищення ефективності використання повітряних суден на регулярних маршрутах обох авіакомпаній. Все це призвело до деякої плутанини серед постійних пасажирів компаній, оскільки перевізники пропонували різний рівень сервісу на своїх рейсах і ціни на авіаквитки в ряді випадків не відповідали одержуваному пасажирами на борту літака рівнем обслуговування. У результаті навесні 2010 року холдинг оголосив про повне об'єднання Frontier Airlines і Midwest Airlines під єдиною торговою маркою (брендом) Frontier.
13 квітня 2011 керівництво Frontier Airlines проінформувало громадськість про створення нової дочірньої авіакомпанії Frontier Express, бренд якої планується використовувати для роботи з регіональним авіаперевізниками США з метою використання їх літаків на регіональних і місцевих регулярних маршрутах.

## Структура перевезень

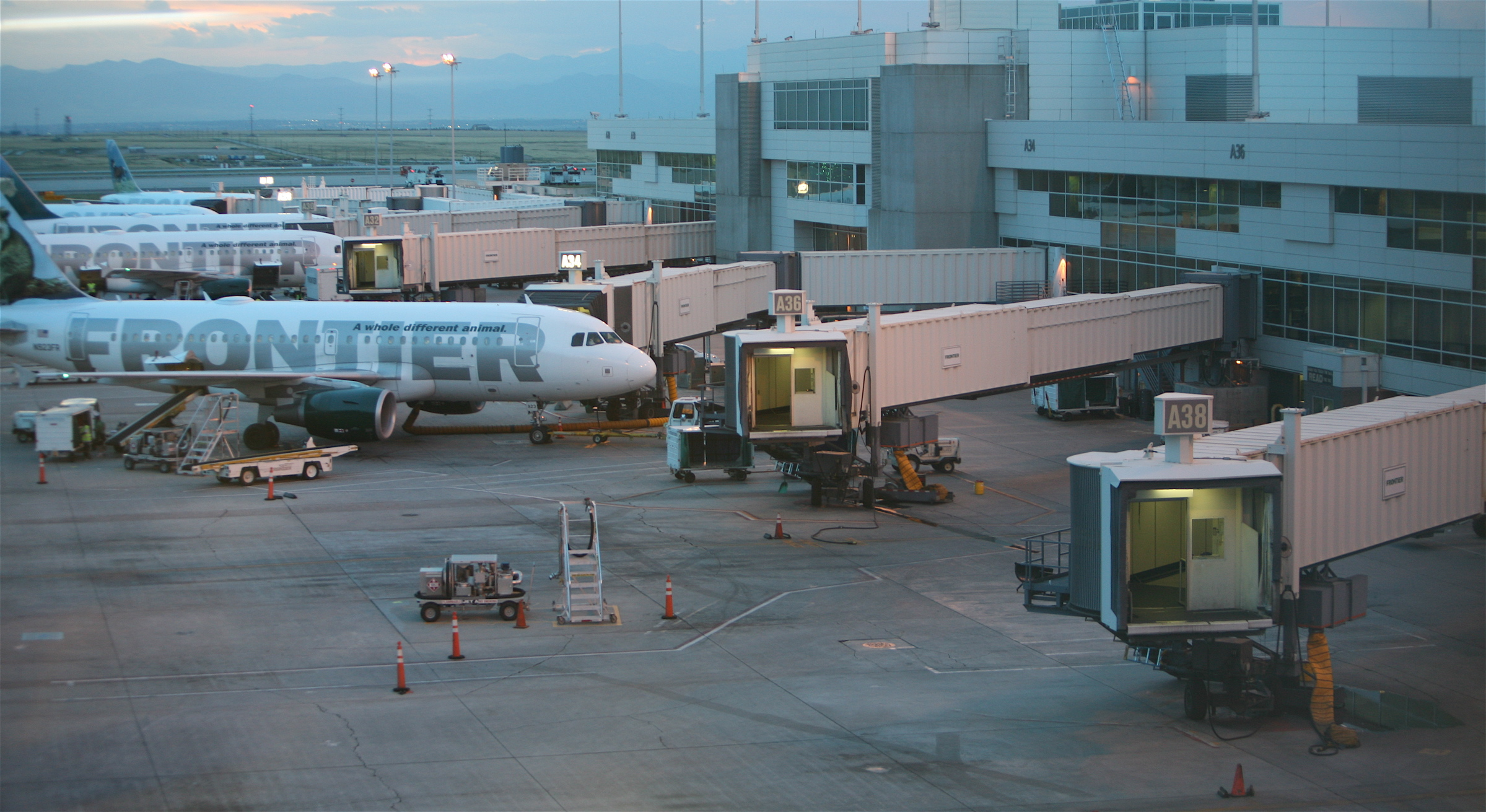
Літаки Frontier Airlines в міжнародному аеропорту Денвера

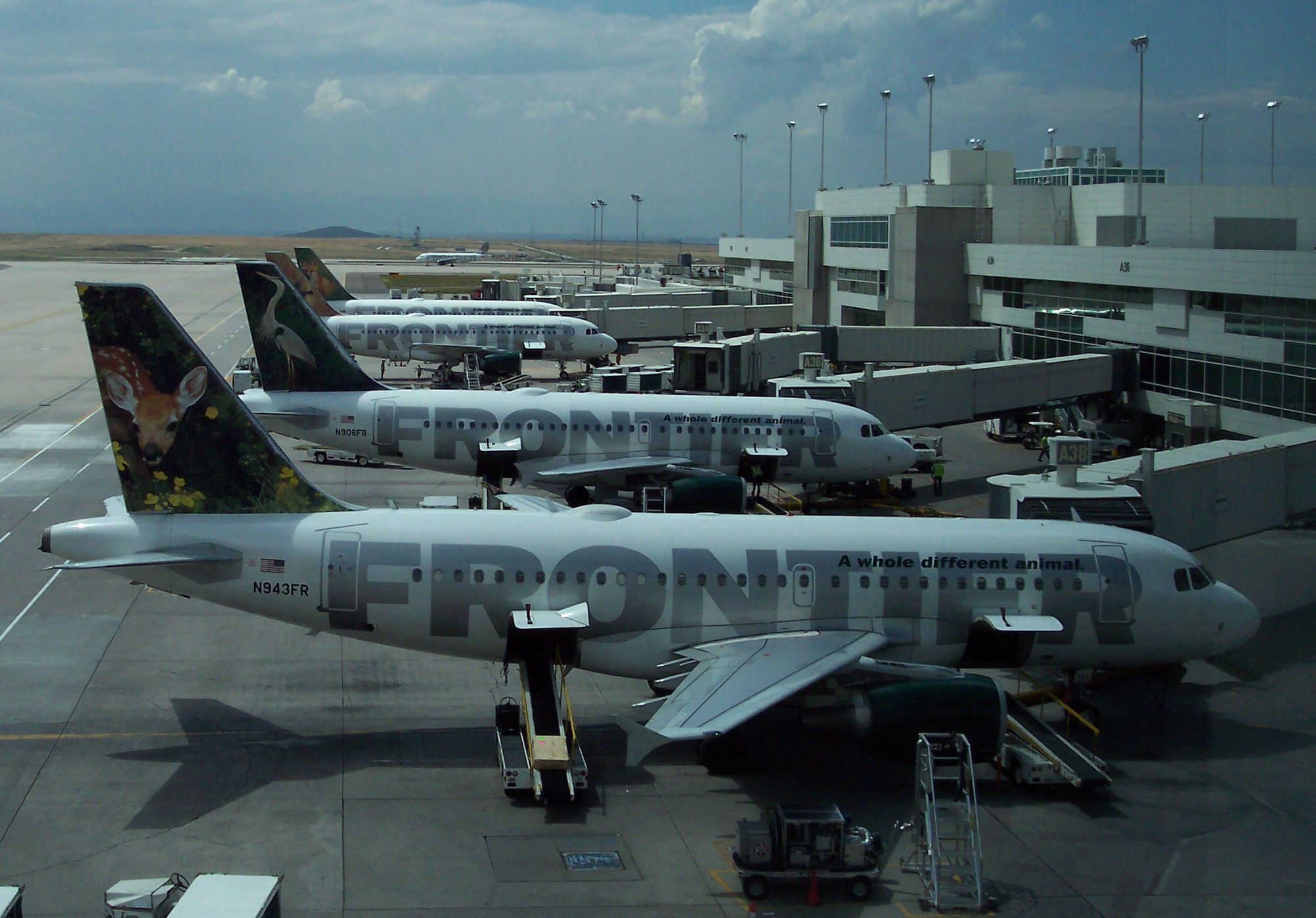
Там же

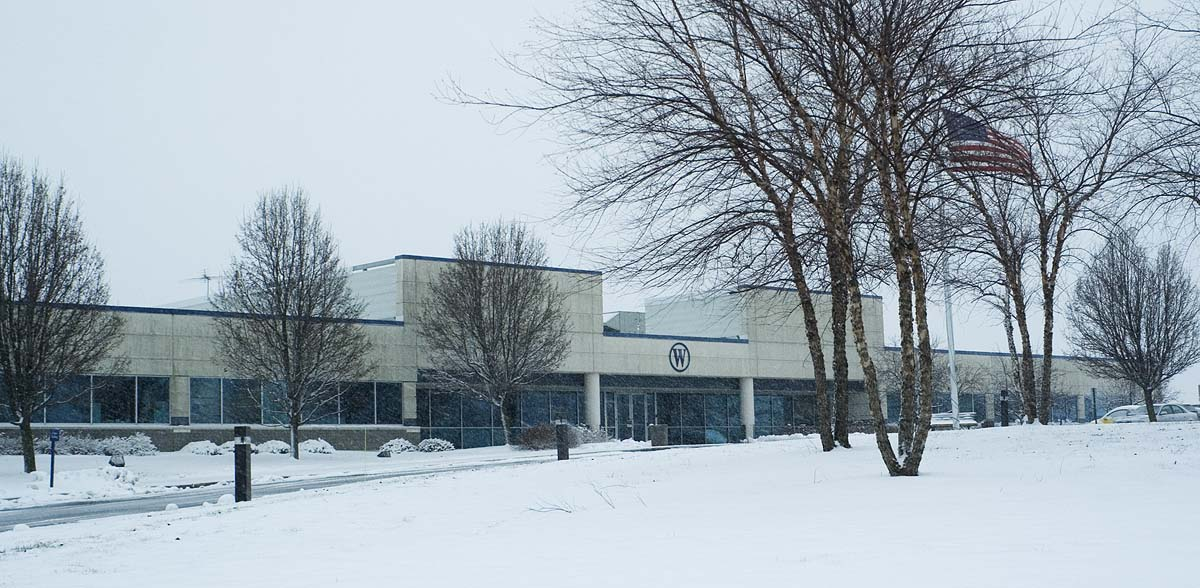
Колишня штаб-квартира Midwest Airlines у Вісконсині

На відміну від ряду комерційних перевізників маршрутна мережа Frontier Airlines побудована за класичною схемою «хаб і спиці», при цьому більш як 95 % всіх її рейсів виконується з головного транзитного вузла авіакомпанії в Міжнародному аеропорту Денвера. Більшість рейсів Frontier Airlines обслуговується в конкорсі A денверського аеропорту, в якому з 43 виходів на посадку перевізнику виділено 29.
У 2004 році менеджмент авіакомпанії намагався запровадити регулярні маршрути в Міжнародний аеропорт Лос-Анджелеса, зробивши цей напрямок одним з основних пунктів призначення у власній маршрутної мережі. План не увінчався успіхом унаслідок жорсткої конкуренції з боку інших авіаперевізників і різким зростанням світових цін на паливо. У червні 2006 року Frontier Airlines повернулася на ринок авіаперевезень Каліфорнії, запустивши п'ять щоденних безпосадкових рейсів між Лос-Анджелесом і Сан-Франциско, а також щоденний прямий маршрут між Сан-Франциско і Лас-Вегасом. Тим не менш, в силу ряду причин всі нові маршрути були припинені в липні 2007 року. На міжнародних напрямках авіакомпанія працює на кількох маршрутах в Мексику, частина рейсів на яких виконується не з аеропорту Денвера.
Frontier Airlines не розширює власну маршрутну мережу на східному узбережжі (наприклад, в Бостон і Піттсбург), вектор експансії авіакомпанії спрямований за межі Сполучених Штатів Америки і зосереджений головним чином на аеропортах Мексики. На сході країні Frontier обслуговує чотири регулярних маршруту в аеропорти штату Флорида і виконує регулярні рейси в Нью-Йорк, Вашингтона та Філадельфії. Інші рейси в маршрутній мережі перевізника на схід від Денвера виконуються в аеропорти штатів Середнього Заходу, включаючи регулярні пасажирські перевезення в Атланту і Нашвілл. На відміну від Southwest Airlines Frontier використовує тільки два бюджетних аеропорту на сході країни: регіональний аеропорт Акрон/Кантон, обслуговуючий пасажирський потік Клівленда і Піттсбурга, і міжнародний аеропорт Ньюпорт-Ньюс/Вільямсберг, обслуговуючий агломерацію Норфолка.
22 травня 2007 року авіакомпанія оголосила про відкриття регулярного рейсу в Коста-Рику, яка стала четвертою країною в маршрутної мережі компанії. Виконання рейсів почалося 30 листопада того ж року з денверського хаба в міжнародний аеропорт імені Хуана Сантамаріі. З початку 2008 року частота польотів була збільшена до п'яти рейсів на тиждень, а сам маршрут був переведений в сезонний режим (з припиненням польотів у період з середини вересня до середини грудня кожного року).

## Корпоративна діяльність
Штаб-квартира Frontier Airlines знаходиться в Індіанаполісі (штат Індіана), філії авіакомпанії розташовані в Денвері (штат Колорадо) і міжнародному аеропорту імені генерала Мітчелла в Мілвокі (штат Вісконсин).

### Офіс в Денвері
Штаб-квартира Frontier Airlines в Денвера займає площу в 6500 квадратних метрів і знаходиться в офісному будинку на Тауер-роуд 7001. В офісі розміщено управління операційною діяльністю авіакомпанії, служби маркетингу, планування, підготовки кадрів та управління фінансовою діяльністю підприємства.
Цей офіс із 2001 року використовувався як штаб-квартира авіакомпанії. Після придбання перевізника авіаційним ходингом Republic Airways Holdings топ-менеджмент Frontier Airlines був переведений в штаб-квартиру холдингу в Індіанаполісі (штат Індіана), і з цього часу денверський офіс розглядається як так звана комерційна штаб-квартира авіакомпанії. У серпні 2009 року договір на оренду офісного приміщення в Денвері був продовжений до 2020 року.

### Офіс в Мілвокі
Ще один офіс Frontier Airlines розташований у двох будівлях на території міжнародного аеропорту імені генерала Мітчелла в Мілвокі. Основне призначення даного офісу полягає в роботі частини маркетингових служб авіакомпанії, управлінні фінансовими потоками, планування операційної діяльності перевізника. Офіс в Мілвокі є базою для технічного обслуговування та ремонту повітряних суден Frontier Airlines.
В даний час авіакомпанія значно посилює свої позиції в Канзас-Сіті (штат Міссурі), розгортаючи в аеропорту Канзасу власний вторинний хаб і конкуруючи на ринку комерційних перевезень даного регіону з магістральної авіакомпанія Delta Air Lines.

## Регіональні перевезення

### Frontier Express
Торгова марка (бренд) Frontier Express з весни 2011 року використовується регіональної авіакомпанією Chautauqua Airlines для виконання регулярних рейсів з міжнародного аеропорту імені генерала Мітчелла в Мілвокі на реактивних літаках Embraer 135 і Embraer 145. Раніше дана схема партнерства в Мілвокі регіонального перевізника з магістральним використовувалася авіакомпанією Midwest Airlines під брендом Midwest Connect.

### Lynx Aviation

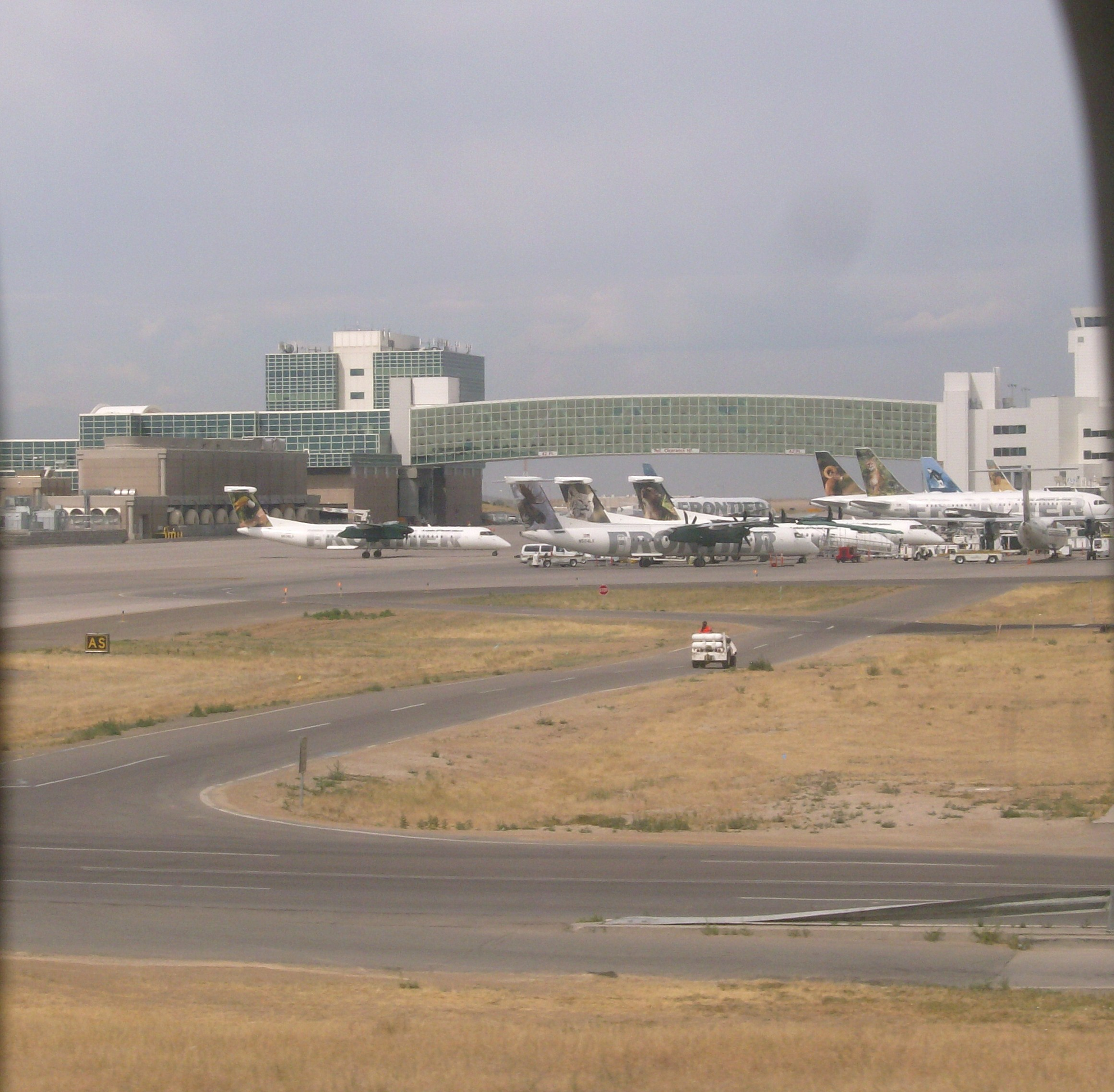
Міжнародний аеропорт Денвер, на задньому плані лайнери авіакомпаній Frontier Airlines і Lynx Aviation

6 вересня 2006 року Frontier Airlines оголосила про плановане створення в травні наступного року нового дочірнього підрозділу Lynx Aviation, яке повинно було вийти на ринок пасажирських перевезень з літаками регіонального класу Bombardier Q400. 5 грудня 2007 року Lynx Aviation отримала операційний сертифікат Федерального управління цивільної авіації США. Перший комерційний рейс авіакомпанії відбувся вранці 6 грудня 2007 року.
Протягом декількох років маршрутна мережа Lynx Aviation розширювалася і включала в себе 12 регулярних маршрутів регіонального рівня, охоплюючи аеропорти міст Альбукерке, Аспен, Біллінг, Бозмен, Колорадо-Спрінгс, Дуранго, Фарго, Джексон-Хол, Оклахома-Сіті, Рапід-Сіті, Талса і Уічіто, а також два магістральних маршруту в Омаху і Солт-Лейк-Сіті, обслуговуються під брендом Frontier Airlines.
У 2010 році керівництво Frontier Airlines оголосило про те, що Lynx Aviation буде продовжувати роботу тільки на трьох маршрутах з Денвера — в Аспен, Дуранго і Колорадо-Спрінгс, і що діяльність дочірньої авіакомпанії має завершитися у квітні наступного року. У 2011 році Lynx продовжувала комерційну діяльність під операційним сертифікатом Frontier Airlines, а в січні того ж року керуючий холдинг Republic Airways Holding заявив про те, що регіональна авіакомпанія продовжить свою роботу на невизначений термін, маючи у власному розпорядженні чотири лайнера Bombardier Q400.

## Колишні регіональні перевізники
У лютому 2002 року авіакомпанія представила комерційний проект Frontier JetExpress, в рамках якого регіональні авіакомпанії США могли укладати договори з Frontier Airlines на перевезення пасажирів з регіональних маршрутах від імені Frontier. Першою компанією-партнером, який використовував бренд Frontier JetExpress, стала регіональна авіакомпанія Mesa Airlines, яка працювала на реактивних літаках CRJ-200. Офіс управління даним проектом знаходився в окрузі Кларк (штат Невада).
У січні 2004 року закінчився контракт з Mesa Airlines на роботу під торговою маркою Frontier JetExpress, і наступне партнерську угоду було укладено з регіональної авіакомпанією Horizon Air, який експлуатував кілька більш місткі літаки CRJ-700. У серпні 2006 року обидва перевізника заявили про розірвання контракту на використання бренду Frontier JetExpress.
11 січня 2007 року керівництво Frontier Airlines оголосило про підписання одинадцятирічного договору з Republic Airlines, згідно з яким регіональний перевізник виділяв сімнадцять 76-місцевих пасажирських літаків Embraer 170 для роботи на регулярних маршрутах під брендом Frontier JetExpress. Аж до оголошення банкрутства магістрала Republic Airlines використовувала 11 лайнерів під його торговою маркою, інші шість передбачалося ввести в дію в грудні 2008 року. Після входження до складу холдингу Republic Airways Holdings використання регіонального бренду продовжилося з деякими змінами: з назви торгової марки було виключено слово «JetExpress», а самі рейси в розкладі стали позначатися, як «Рейси Frontier Airlines, що виконуються Republic Airlines». Першим маршрутом при цьому став досконалий 1 квітня 2007 року на літаку Embraer 170 регулярний рейс з Денвера в Луїсвілл (штат Кентуккі). У серпні 2008 року цей маршрут був скасований, проте з квітня 2010 року знову введений в маршрутну мережу перевезень регіонала.
У польоті на рейсах Republic Airlines, виконуваних під брендом Frontier, пасажирам пропонуються безкоштовні напої, закуски і в цілому сервіс, аналогічний обсягом послуг на рейсах Frontier Airlines, за одним винятком — на літаках Embraer 170 не надається сервіс бортової системи розваги LiveTV.

## Маршрутна мережа
Станом на липень 2011 року маршрутна мережа регулярних перевезень авіакомпанії Frontier Airlines включала в себе 83 пункту призначення в Сполучених Штатах Америки, Коста-Риці і Мексиці.
До свого банкрутства в 2008 році Frontier Airlines мала розгалужену маршрутну мережу в Мексиці, проте і в даний час авіакомпанія зберігає значну присутність на ринку міжнародних пасажирських перевезень між США і Мексикою, працюючи на регулярних маршрутах з Денвера в аеропорти Кабо-Сан-Лукас, Канкуна, Косумелю, Масатлана і Пуерто-Вальярти.
У свій час Frontier Airlines використовувала міжнародний аеропорт Канкун як один з основних пунктів призначення у власній структурі перевезень. Нині на додаток до маршрутів з Денвера компанія виконує рейси з Канкуна в міжнародний аеропорт Солт-Лейк-Сіті, міжнародний аеропорт Канзас-Сіті, міжнародний аеропорт Індіанаполіс, а також рейс між аеропортом Канзас-Сіті і міжнародним аеропортом Пуерто-Вальярта імені Густаво Діас Ордаса. У партнерстві з туристичною компанією «Apple Vacations» перевізник по вихідних днях пропонує чартерні рейси з міжнародного аеропорту Чикаго Мідуей в Канкун, а по суботах — чартер з Денвера в міжнародний аеропорт Уатулько. За договором з іншою туристичною фірмою «MLT Worry Free Vacations» авіакомпанія двічі на тиждень виконує чартерні рейси між Канкун і міжнародним аеропортом Даллас/Форт-Уерт.
Frontier Airlines має код-шерінгову угоду з регіональної авіакомпанією Great Lakes Airlines на здійснення регулярних пасажирських перевезень між Денвером і міжнародним аеропортом Фенікс Скай-Харбор.

## Флот

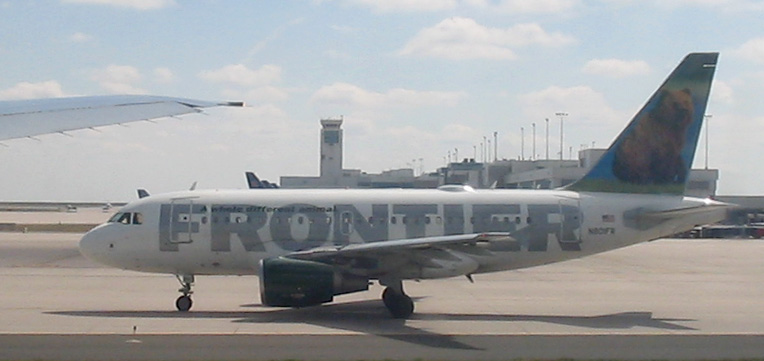
Airbus A318 «Ведмідь Гризвальд» авіакомпанії Frontier Airlines (реєстраційний номер N801FR)

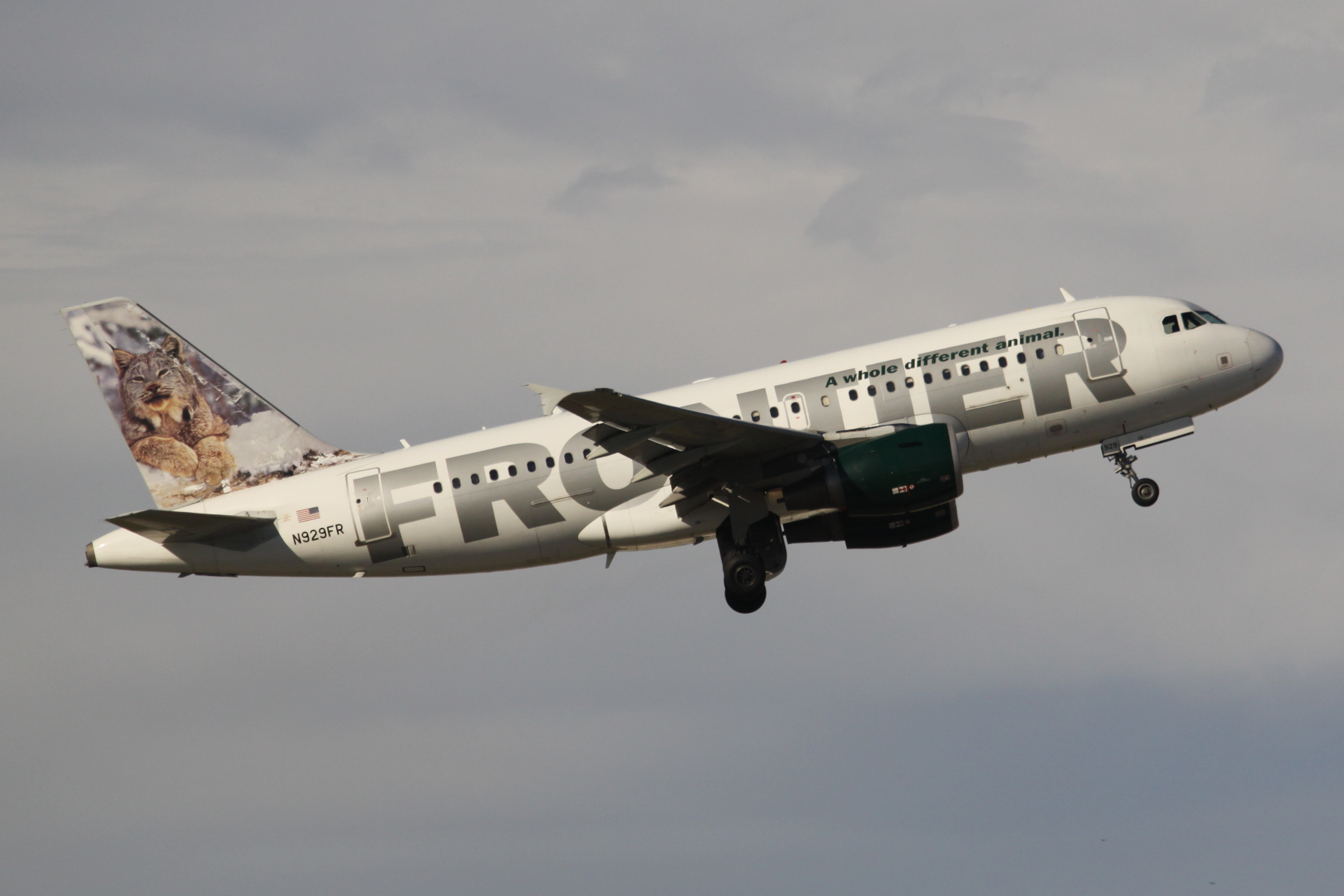
Airbus A319 «Рись Ларрі» авіакомпанії Frontier Airlines (реєстраційний номер N929FR) на зльоту з Міжнародного аеропорту Форт-Лодердейл/Холлівуд

Станом на 1 липня 2011 року повітряний флот авіакомпанії Frontier Airlines становили такі літаки:

### Історія флоту
З моменту створення в 1994 році і до початку 2000-х років Frontier Airlines експлуатувала кілька літаків Boeing 737-300, проте в третьому кварталі 2001 року керівництво перевізника ухвалило рішення про виведення цих лайнерів з повітряного флоту з причини їх фізичного зносу та неефективності порівняно з судами більше нових типів. У першому кварталі 2002 року почалося поступове виведення Boeing 737-300 з експлуатації та їх заміна на нові аеробуси A319-100, які за твердженням менеджерів виявилися як мінімум на 15 % ефективніше старих боїнгів.
Після злиття з Midwest Airlines в квітні 2010 року Frontier отримала лайнери Embraer 135, 145, 170 і 190, почавши після цього процедуру виведення з експлуатації своїх літаків Bombardier Q400 і Airbus A318. При цьому, заміна Q400 на Embraer E170 і Embraer E190 стартувала на початку 2010 року з планованим терміном закінчення у другій половині наступного року. Процес заміни аеробусів A318 почався у вересні-жовтні 2010 року, чотири лайнера з дев'яти були зняті з регулярних рейсів і замінені шістьма новими A320, взятими в лізинг. Решта п'ять літаків повинні бути виведені з експлуатації протягом 2011 року.

## Салони літаків і тарифи

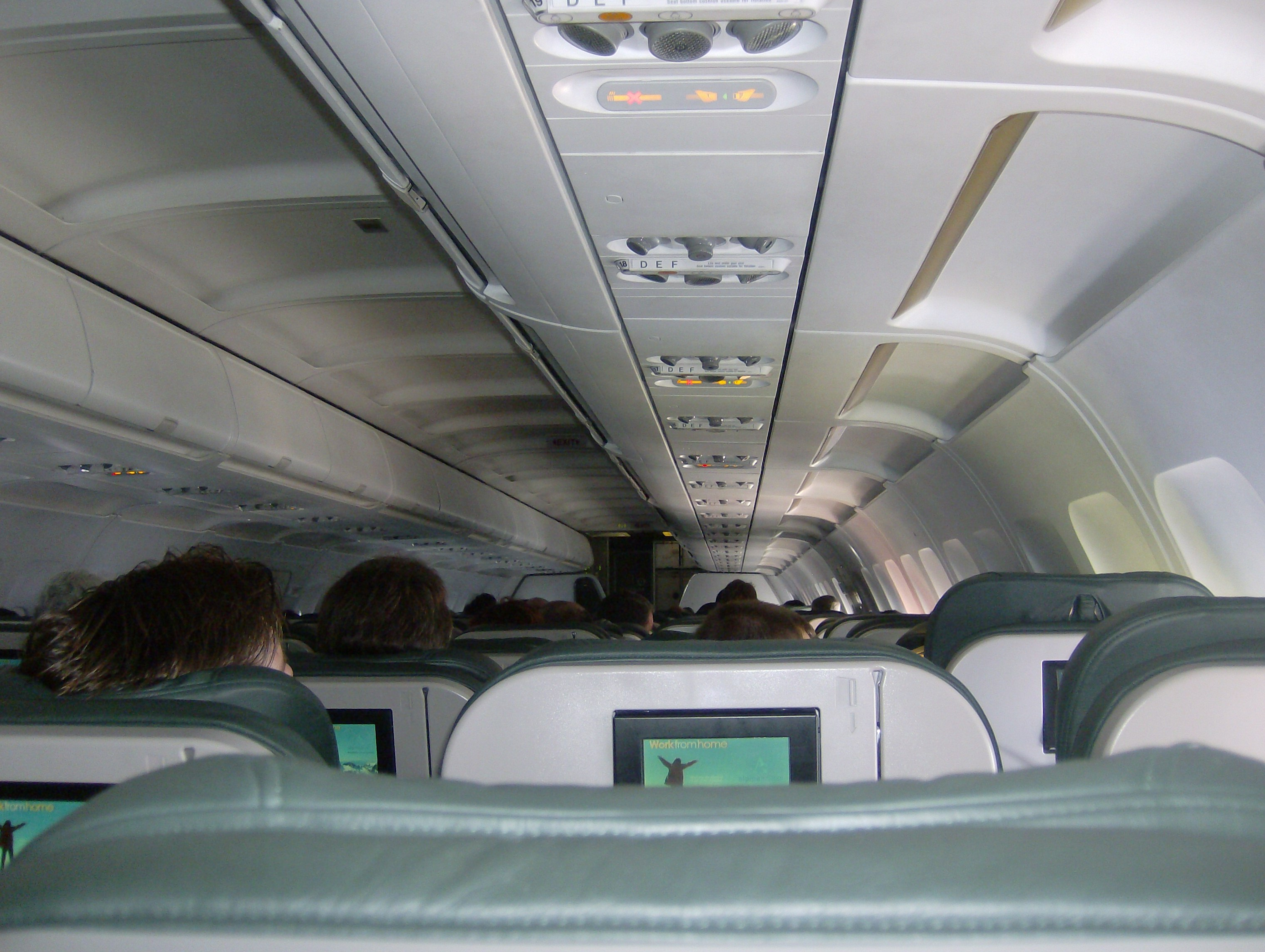
Пасажирський салон Airbus A319 авіакомпанії Frontier Airlines

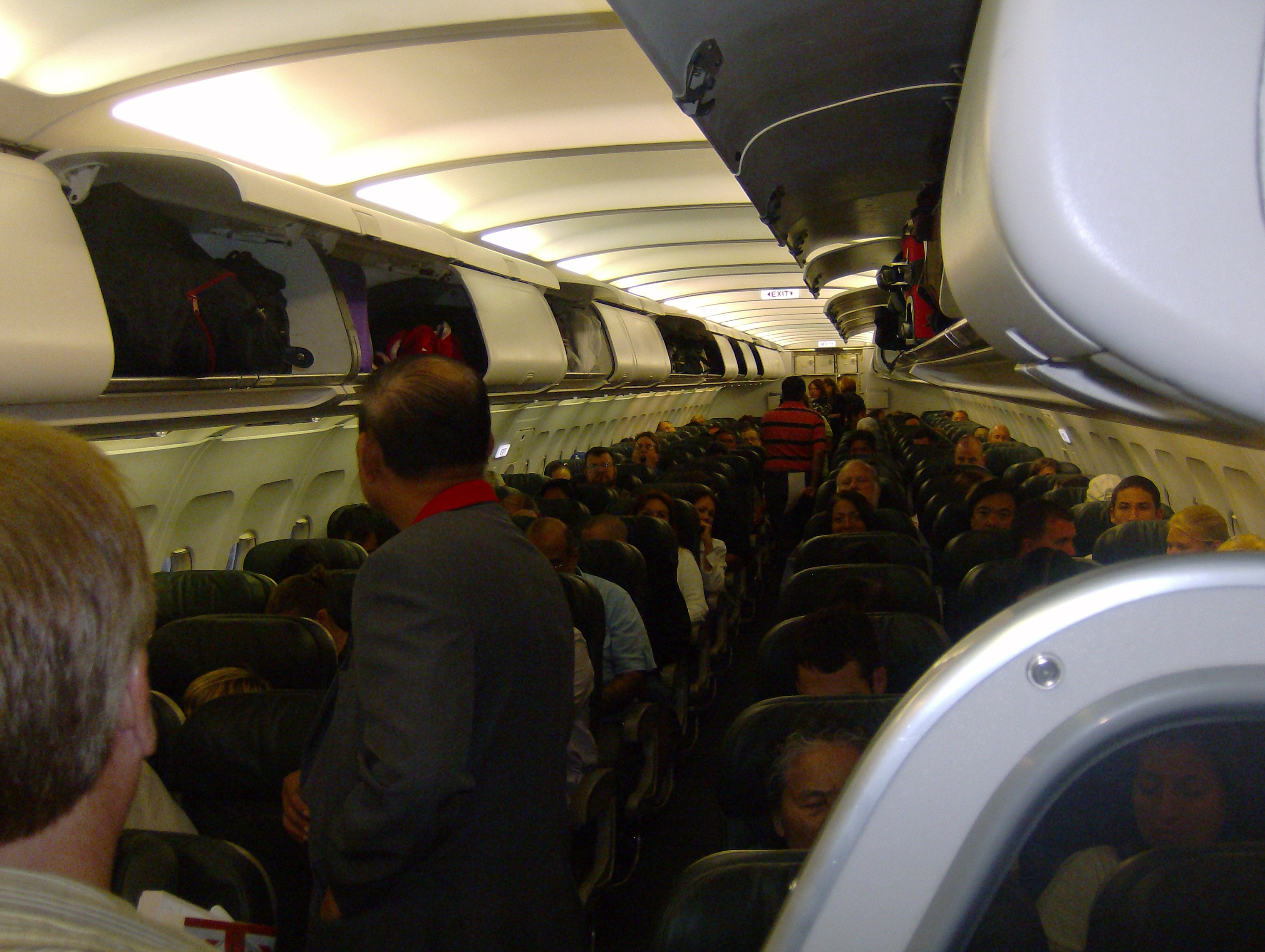
Пасажирський салон Airbus A319 авіакомпанії Frontier Airlines

Пасажирські салони всіх літаків Frontier Airlines сконфігуровані в однокласному компонуванні.
У грудні 2008 року авіакомпанія ввела програму «AirFairs», в рамках якої пасажири можуть придбати квитки по одному з трьох тарифів економічного класу: «основний економічний», «класичний» (безкоштовна реєстрація багажу, система розваги в польоті) і «класичний плюс» (додаток до бонусів тарифу «класичного» надається можливість повернення та обміну авіаквитка без справляння штрафний комісії).
- Тариф «економічний» (Economy): призначений для пасажирів, які не мають багажу і не припускають змінювати дату польоту. Якщо пасажир заявляє про необхідність зміни дати рейси, з нього стягується штраф у розмірі 100 доларів США і стягується різниця між авіаквитками на що здається і одержується дати. Квитки, придбані за тарифом «економічний» є найдешевшими і не підлягають поверненню. За один переліт за цим тарифом клієнту — учаснику бонусної програми заохочення часто літаючих пасажирів нараховується 100 % миль в програмі EarlyReturns.
- Тариф «класичний» (Classic): в рамках даного тарифу пасажири отримують право на безкоштовний провіз двох місць багажу і надання сервісу на борту системи розваги в польоті DirectTV. За зміну дат квитка стягуються різниця між авіаквитками і фіксована комісія в розмірі 50 доларів. Придбаний за цим тарифом квиток не підлягає поверненню.
- Тариф «класичний плюс» (Classic plus): допускається обмін і повернення авіаквитка без застосування штрафних санкцій. Крім бонусів, передбачених тарифом «класичний», пасажири мають право на позачергову реєстрацію на рейс і отримують безкоштовне харчування та напої під час польоту. За один переліт за цим тарифом у програмі EarlyReturns нараховується 150 % бонусних миль.

З 28 квітня 2008 року авіакомпанія пропонує пасажирам сервіс програми «Grizwald's Gourmet Cafe», в рамках якої мандрівникам під час польоту доступні різноманітні напої та закуски з широкого меню і окрему плату.
Frontier Airlines стала однією з перших авіакомпаній Сполучених Штатів, яка ввела на борту сервіс так званого «віртуального торгового дому» (відомого під назвою «Frontier More Store»), який надавав право витратити частину накопичених бонусних миль на придбання товарів чи отримання додаткових послуг під час польоту. Сервіс був скасований 30 травня 2008 року у зв'язку з набранням авіакомпанії процедуру захисту від банкрутства.

## Бонусна програма EarlyReturns
В авіакомпанії Frontier Airlines діє бонусна програма EarlyReturns заохочення часто літаючих пасажирів.
Згідно з накопиченими бонусними милями поточне становище учасника EarlyReturns визначає один з трьох рівнів програми:
- «Base» — перший рівень участі;
- «Підйом» — видається при накопиченні 15 тисяч бонусних миль протягом одного календарного року. Цей рівень надає право на безкоштовний сервіс DirecTV на всіх рейсах авіакомпанії, реєстрацію на рейс в аеропортах позачергово і отримують доступ до кас продажу авіаквитків, вибір місця в літаку, 25 % бонус до накопичуються милям та інші привілеї;
- «Summit» — досягається при накопиченні 25 тисяч бонусних миль протягом одного календарного року. Учаснику програми з даним статусом нараховується на 50 % більше додаткових миль і, в доповнення до пільг рівня «Ascent», пасажири та члени їх сімей мають право на безкоштовні алкогольні напої на всіх рейсах авіакомпанії. Власники статусу «Summit» мають можливість отримувати безкоштовні квитки між усіма аеропортами континентальних штатів США, Аляски, а при накопиченні 35 тисяч миль — на безкоштовні квитки в аеропорти Мексики і Коста-Рики[29].

## Галерея

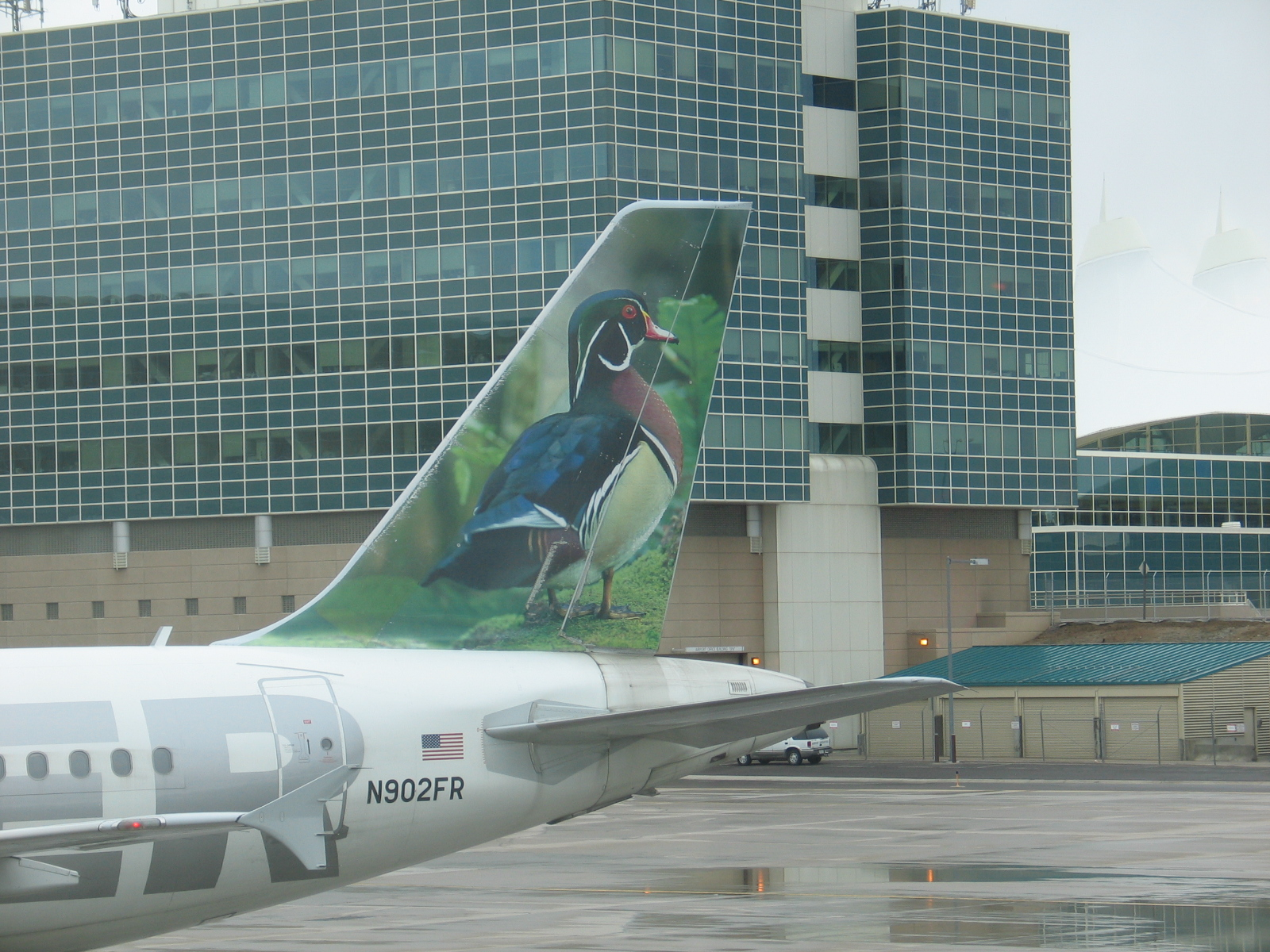
Airbus A319 «Каченя Вуді» (реєстраційний номер N902FR)
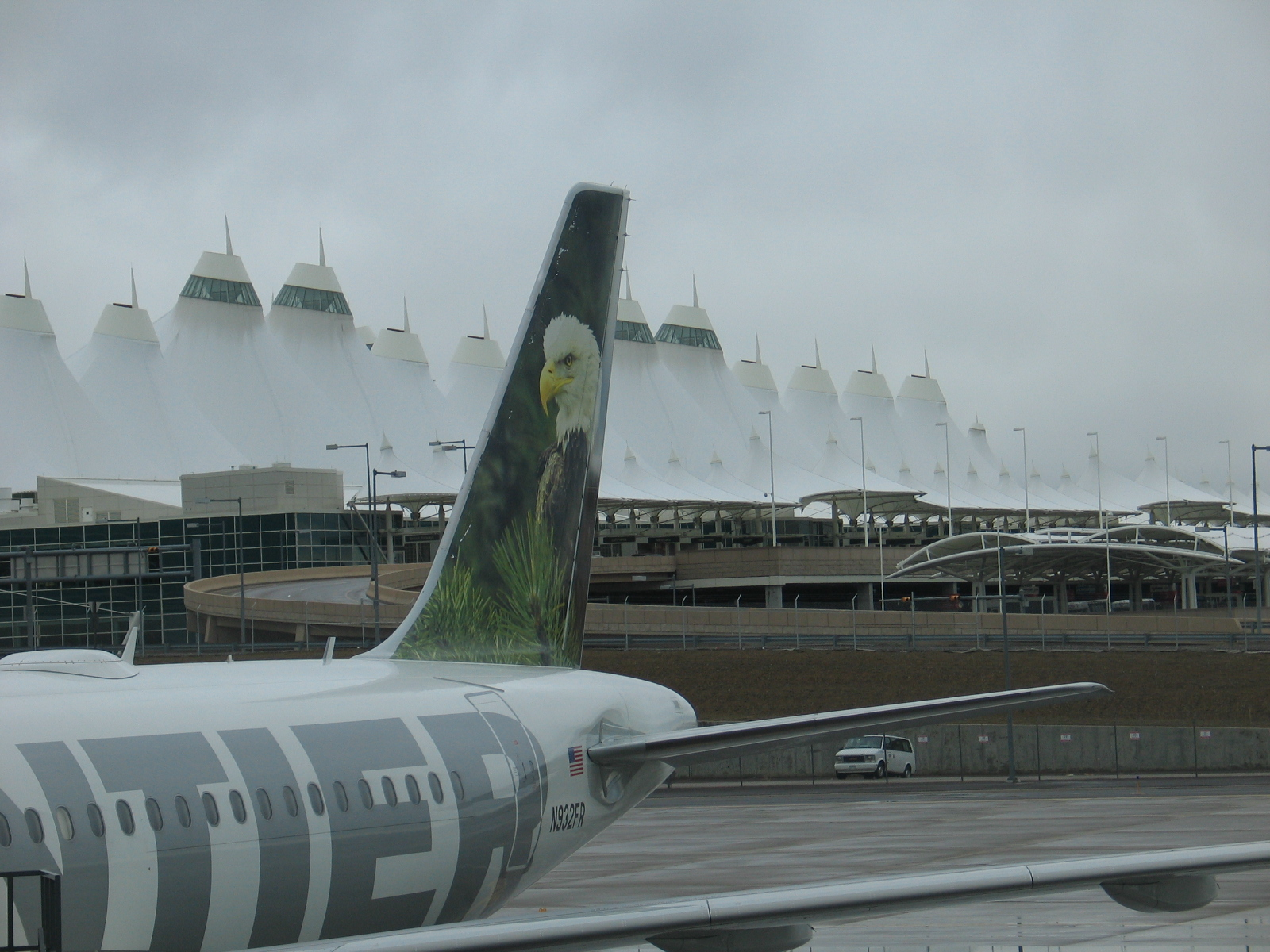
Airbus A319 «Лисий орел Сэрдж» (реєстраційний номер N932FR)
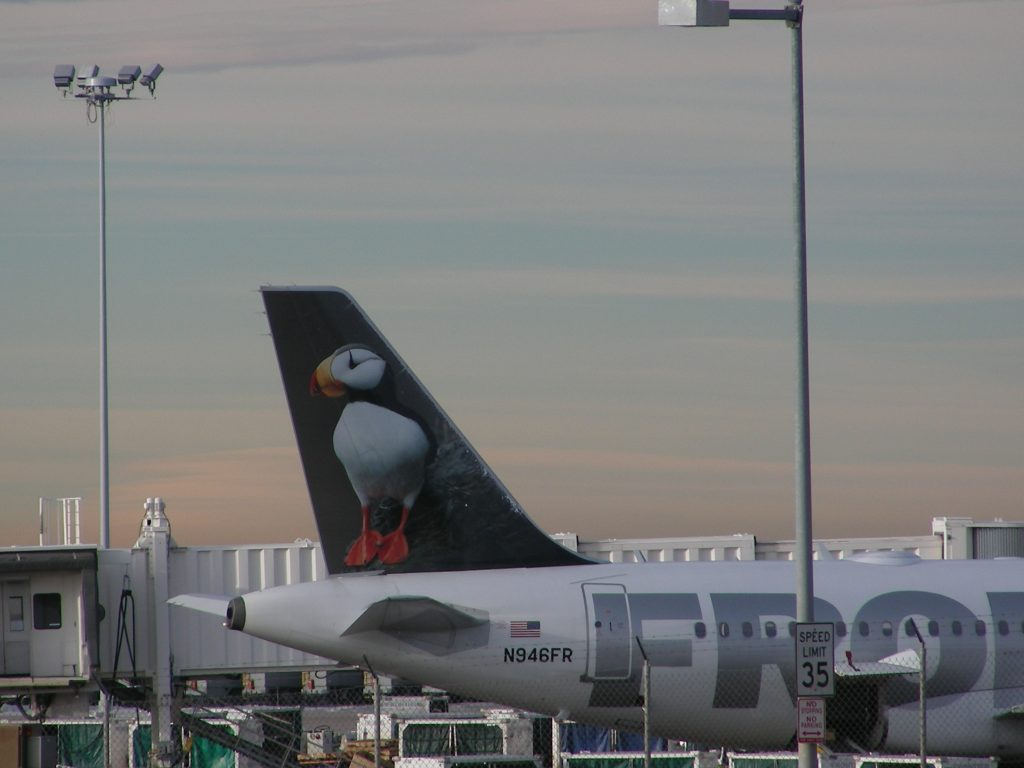
Airbus A319 «Рогатий буревісник Перрі» (реєстраційний номер N946FR)
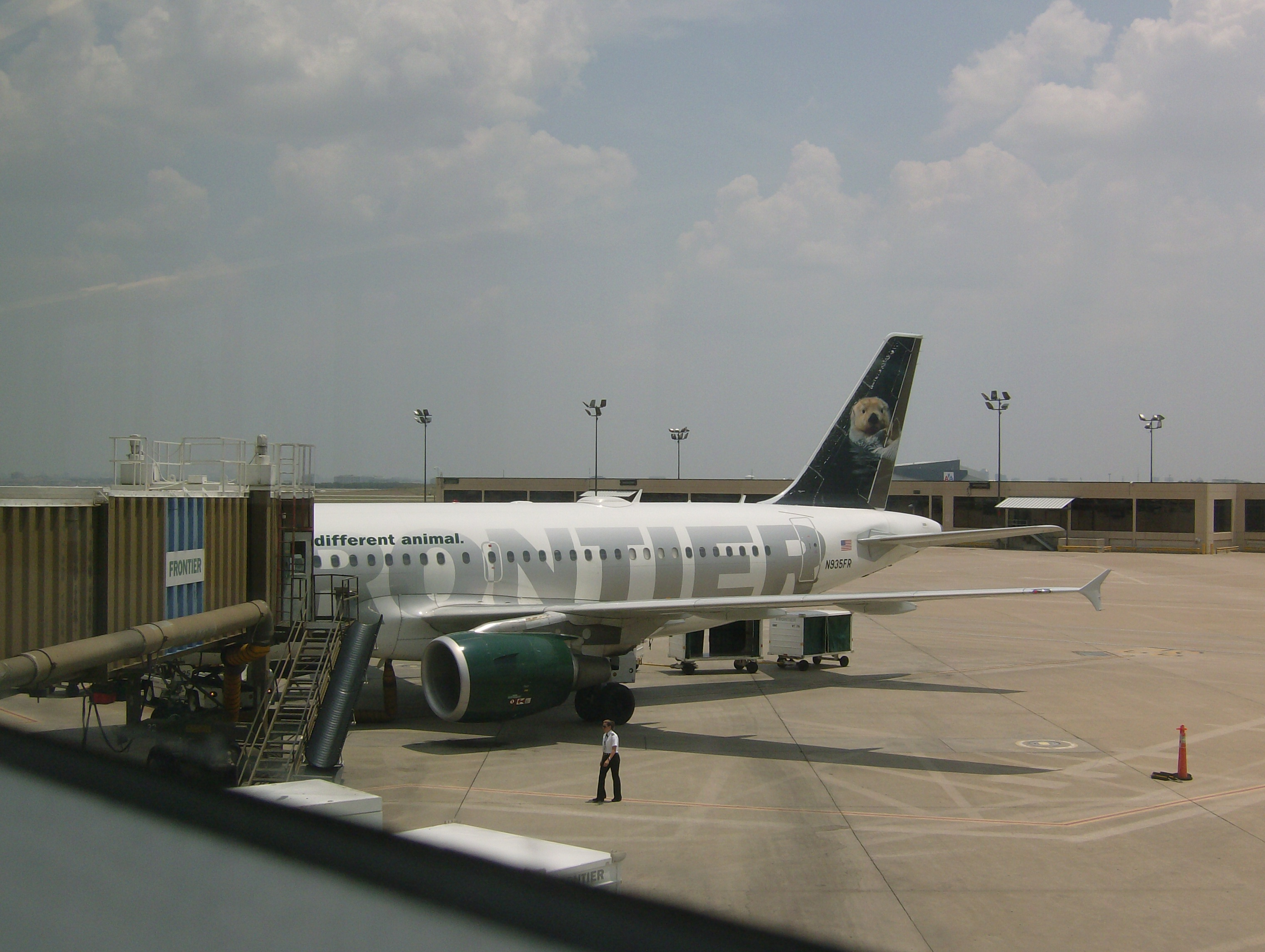
«Калан Гектор» в міжнародному аеропорту Даллас/Форт-Уерт